# Naturschutzgebiet In der Strei

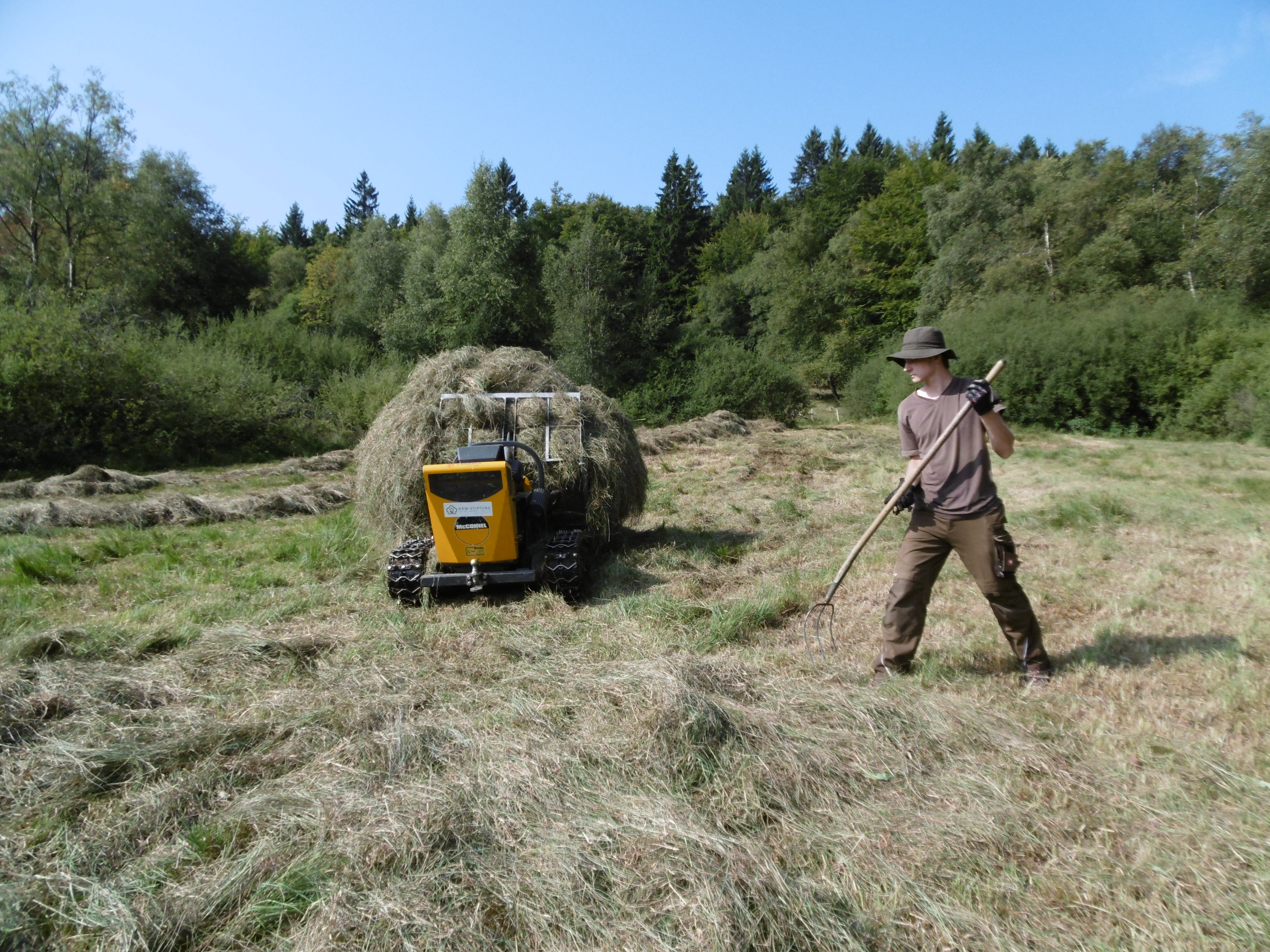
Robocut beim Abräumen einer Mahtfläche

Das Naturschutzgebiet In der Strei ist ein 50 ha großes Naturschutzgebiet (NSG) östlich von Silbach im Stadtgebiet von Winterberg. Das Gebiet wurde 2008 mit dem Landschaftsplan Winterberg durch den Hochsauerlandkreis als NSG ausgewiesen. Die Erstausweisung als NSG erfolgte durch die Bezirksregierung Arnsberg bereits 1957. 30 ha des NSG sind seit 2004 auch als FFH-Gebiet In der Strei (DE-4717-311) ausgewiesen worden. Südwestlich grenzt der Steinbruch Silbach an.

## Beschreibung
Das NSG umfasst Teile des Quellgebietes der Voßmecke mit Flach- und Übergangsmooren, naturnahen Quellbächen, quelligem Auenwald, Grünland und Wald. Das Grünland wird mit Rindern beweidet und eine kleinere Teilfläche gemäht.
"In einer Höhe um 650 m über NN liegt innerhalb des ausgedehnten Forstes Winterberg das Quellgebiet der Vossmecke, das als Hangmoor "In der Strei" in wechselnden Abgrenzungen bereits seit 1957 unter Naturschutz steht. Das Kerngebiet weist fingerförmig sich verzweigende Quellrinnsale auf. Die vorherrschenden Grundwasserböden sind verzahnt mit Moorböden (organogenen Böden), kleinflächig auch mit Böden starker Staunässe. Organogene Böden treten auch in den Quellmulden von Seitensiepen auf, die im mittleren Talabschnitt auf das Haupttal treffen."
Das Fachinformationssystem vom Landesamt für Natur, Umwelt und Verbraucherschutz Nordrhein-Westfalen führt zum NSG aus: „Das Gebiet zeichnet sich durch einen sehr hohen Anteil an FFH-relevanten Lebensräumen, gesetzlich geschützten Biotopflächen und wertvollen Grünlandbiotopen aus. Besonders hervorzuheben ist der Flachmoor-Zwischenmoorkomplex, der eines der größten und besterhaltenen Moorkomplexe im waldreichen Rothaargebirge darstellt. 13 gefährdete, höhere Pflanzenarten belegen einen hohen floristischen Wert. Das NSG In der Strei ist im Biotopverbund von internationaler Bedeutung vor allem für die Moorlebensräume. Im fichtenreichen östlichen Rothaargebirge sind darüber hinaus die Hainsimsen-Buchenwälder sowie die ausdehnungsfähigen Mager- und Nassgrünlandbiotope von besonderer Bedeutung. Der weitere Umbau von Fichtenforsten in bodenständige Hainsimsen-Buchenwälder und in Extensivweiden sollte fortgesetzt werden.“

## Spezielle Schutzzwecke für das NSG
Laut Landschaftsplan erfolgte die Ausweisung zum:
- „Erhaltung und Optimierung eines Hangmoores mit seinem besonderen Arteninventar als seltenem und gefährdetem Biotoptyp im Rothaargebirge;“
- „Sicherung und Verbesserung seines Wasserregimes durch den Schutz des unmittelbaren (bewaldeten) Einzugsgebietes;“
- „Erhaltung und Weiterentwicklung der oft feuchtigkeitsgeprägten, einbezogenen Waldbiotope selbst;“
- „Sicherung der Kohärenz und Umsetzung des europäischen Schutzgebietssystems Natura 2000.“